# Titularbistum Turrisblanda
Turrisblanda (ital.: Torreblanda) ist ein Titularbistum der römisch-katholischen Kirche, das auf einen erloschenen Bischofssitz in der antiken Stadt Turris Blanda in der römischen Provinz Byzacena bzw. Africa proconsularis in der Region Sahel von Tunesien.
| Titularbischöfe von Turrisblanda |                |                               |                   |              |
| Nr.                              | Name           | Amt                           | von               | bis          |
| 1                                | Jan Pietraszko | Weihbischof in Krakau (Polen) | 23. November 1962 | 2. März 1988 |
| 2                                | Jan Szkodoń    | Weihbischof in Krakau (Polen) | 14. Mai 1988      |              |